# Protoberber
El protoberber és una llengua afroasiàtica antecessora de l'amazic modern. Com totes les protollengües, l'absència de testimoniatges escrits implica que només es pugui conèixer indirectament mitjançant la reconstrucció lingüística.

## Història
Les llengües amazigues i el protoberber hipotèticament reconstruït a partir d'elles mostra característiques que la distingeixen sistemàticament de la resta de branques afroasiàtiques. Tanmateix les modernes llengües amazigues són bastant similars, la qual cosa suggereix que si bé la separació del protoberber de la resta de les altres llengües afroasiàtiques és molt antiga (s'estima entre el 8000 i el 7000 aC), la diversificació dins de l'amazic és molt més recent (s'estima que va començar cap al 1000 aC). Louali i Philippson (2003) van proposar, sobre la base de la reconstrucció del lèxic relacionat amb la ramaderia i el pasturatge, que el primer estat del protoberber (protoberber I s'hauria parlat al voltant del 5000 aC), mentre que el següent estadi (protoberber II) s'hauria parlat molt més recentment.
En el III mil·lenni aC, els parlants de protoberber estarien dispersos en una àrea que abastava des del centre d'Àfrica del Nord al Regne Mitjà d'Egipte. En l'últim mil·lenni aC, una expansió amaziga ulterior hauria estat reflectida pels historiadors de l'antiga Roma. L'última fase d'aquesta expansió hauria ocorregut en el primer mil·lenni aC, quan els tuaregs haurien ocupat part del Sàhara central gràcies a la cria de camells (en el passat, les regions septentrionals del Sàhara haurien estat molt més habitables del que ho són actualment). El fet que el lèxic reconstruït inclogui la major part d'espècies domèstiques de remugants de la regió (excepte el camell), suggereix que els parlants de protoberber ja practicaven àmpliament la ramaderia i eren pastors nòmades.

## Descripció lingüística

### Fonologia
Alguns intents primerencs de reconstruir l'inventari fonològic del protoberber estaven molt influïts pels estudis sobre les llengües tuàregs, a causa de la percepció que aquestes llengües presentaven un gran arcaisme. Aquesta percepció ha estat qüestionada i les reconstruccions més modernes no depenen tant de les dades de l'amazic tuàreg.
Vocals
Karl G. Prasse i Maarten Kossmann reconstrueixen, per al protoberber, un vocalisme basat en tres vocals breus /a, i, o/ i quatre vocals llargues /ā, ī, ū, ē/. Aquests protofonemes tenen els següents reflexos en les llengües amazigues modernes:
| *Protoberber | Zenaga | Tuàreg / Ghadamès | Figuig i altres varietats |
| ------------ | ------ | ----------------- | ------------------------- |
| *a           | a      | ӑ                 | ə                         |
| *i           | i      | ə                 | ə                         |
| *u           | u      | ə                 | ə                         |
| *ā           | a      | a                 | a                         |
| *ī           | i      | i                 | i                         |
| *ē           | i      | e                 | i                         |
| *ū           | u      | u                 | u                         |
El tuàreg i el ghadamès també tenen el fonema /o/, que sembla haver-se originat com a desenvolupament secundari d'/u/ per harmonia vocàlica i de l'*a, en el cas del ghadamès.
D'altra part, Allati (2002) reconstrueix un vocalisme primitiu basat en /a, i, u, e, o/, mentre que Alexander Militarev (1984) només usa tres vocals /a, i, u/ en el seu lèxic reconstruït.
Consonants
Maarten Kossmann reconstrueix el següent inventari consonàntic per al protobereber:
| Tipus      | Tipus      | Tipus      | Labial | Dental | Dental  | Postalveolar/ Palatal | Velar  | Velar   | Uvular | Glotal |
|            |            |            | Labial | simple | faring. | Postalveolar/ Palatal | simple | labial. | Uvular | Glotal |
| ---------- | ---------- | ---------- | ------ | ------ | ------- | --------------------- | ------ | ------- | ------ | ------ |
| Oclusiva   | Oclusiva   | Sorda      |        | t̪, t̪ː  |         | c?, cː?               | k, kː  |         | qː     | ʔ      |
| Oclusiva   | Oclusiva   | Sonora     |        | d̪, d̪ː  | d̪ˤ, d̪ˤː | ɟ?, ɟː?               | ɡ, ɡː  | ɡːʷ     |        |        |
| Fricativa  | Fricativa  | Sorda      | f, fː  | s̪, s̪ː  |         |                       |        |         |        |        |
| Fricativa  | Fricativa  | Sonora     | β      | z̪, z̪ː  | z̪ˤ, z̪ˤː |                       |        |         | ɢ      |        |
| Nasal      | Nasal      | Nasal      | m, mː  | n, nː  |         |                       |        |         |        |        |
| Vibrant    | Vibrant    | Vibrant    |        | r, rː  |         |                       |        |         |        |        |
| Aproximant | Aproximant | Aproximant |        | l, lː  |         | j, dʒː                |        | w       |        |        |
Com en la major part de llengües amazigues modernes, la major part de consonants del protoberber tenen una contrapartida homorgànica tensa que es fonològicament distintiva, amb algunes excepcions com *β, *ʔ. Les consonants del protoberber designades com /*ɟ/ i /*g/ es mantenen com a fonemes en algunes llengües zenati.
| Protoberber | Tamazic | Ghadamès | Rifeny | Chenoui |
| ----------- | ------- | -------- | ------ | ------- |
| *ɟ          | g       | ɟ        | ʒ      | ʒ       |
| *g          | g       | ɟ        | y      | g       |